# Cheiloneurus chrysopae
Cheiloneurus chrysopae is een vliesvleugelig insect uit de familie Encyrtidae. De wetenschappelijke naam is voor het eerst geldig gepubliceerd in 1946 door Fullaway.